# 7 de agosto nos Jogos Olímpicos de Verão de 2016
7 de agosto de 2016 nos Jogos Olímpicos de Verão de 2016 foi o quinto dia de competições.

## Esportes
| - Basquetebol - Boxe - Canoagem - Ciclismo - Esgrima - Futebol - Ginástica - Halterofilismo | - Handebol - Hipismo - Hóquei sobre a grama - Judô - Natação - Remo - Rugby sevens | - Saltos ornamentais - Tênis - Tênis de mesa - Tiro - Tiro com arco - Voleibol - Voleibol de praia |

## Campeões do dia
| Evento                                                            | Ouro                                                                     | Prata                                                                  | Bronze                                                                   |
| ----------------------------------------------------------------- | ------------------------------------------------------------------------ | ---------------------------------------------------------------------- | ------------------------------------------------------------------------ |
| Tiro - Pistola de ar 10 m feminino detalhes                       | Zhang Mengxue CHN China                                                  | Vitalina Batsarashkina RUS Rússia                                      | Anna Korakaki GRE Grécia                                                 |
| Ciclismo - Corrida em estrada feminina detalhes                   | Anna van der Breggen NED Países Baixos                                   | Emma Johansson SWE Suécia                                              | Elisa Longo Borghini ITA Itália                                          |
| Tiro - Fossa olímpica feminino detalhes                           | Catherine Skinner AUS Austrália                                          | Natalie Rooney NZL Nova Zelândia                                       | Corey Cogdell USA Estados Unidos                                         |
| Halterofilismo - Até 53 kg feminino detalhes                      | Hsu Shu-ching TPE Taipé Chinês                                           | Hidilyn Diaz PHI Filipinas                                             | Yoon Jin-hee KOR Coreia do Sul                                           |
| Saltos ornamentais - Trampolim 3 m sincronizado feminino detalhes | Shi Tingmao Wu Minxia CHN China                                          | Tania Cagnotto Francesca Dallapé ITA Itália                            | Maddison Keeney Anabelle Smith AUS Austrália                             |
| Judô - Até 52 kg feminino detalhes                                | Majlinda Kelmendi KOS Kosovo                                             | Odette Giuffrida ITA Itália                                            | Misato Nakamura JPN Japão Natalia Kuziutina RUS Rússia                   |
| Tiro com arco - Equipes femininas detalhes                        | Choi Mi-sun Ki Bo-bae Chang Hye-jin KOR Coreia do Sul                    | Tuiana Dashidorzhieva Ksenia Perova Inna Stepanova RUS Rússia          | Tan Ya-ting Lin Shih-chia Le Chien-ying TPE Taipé Chinês                 |
| Judô - Até 66 kg masculino detalhes                               | Fabio Basile ITA Itália                                                  | An Baul KOR Coreia do Sul                                              | Rishod Sobirov UZB Uzbequistão Masashi Ebinuma JPN Japão                 |
| Esgrima - Florete individual masculino detalhes                   | Daniele Garozzo ITA Itália                                               | Alexander Massialas USA Estados Unidos                                 | Timur Safin RUS Rússia                                                   |
| Halterofilismo - Até 56 kg masculino detalhes                     | Long Qingquan CHN China                                                  | Om Yun-chol PRK Coreia do Norte                                        | Sinphet Kruaithong THA Tailândia                                         |
| Natação - 100 m borboleta feminino detalhes                       | Sarah Sjöström SWE Suécia                                                | Penny Oleksiak CAN Canadá                                              | Dana Vollmer USA Estados Unidos                                          |
| Natação - 100 m peito masculino detalhes                          | Adam Peaty GBR Grã-Bretanha                                              | Cameron van der Burgh RSA África do Sul                                | Cody Miller USA Estados Unidos                                           |
| Natação - 400 m livre feminino detalhes                           | Katie Ledecky USA Estados Unidos                                         | Jazmin Carlin GBR Grã-Bretanha                                         | Leah Smith USA Estados Unidos                                            |
| Natação - Revezamento 4x100 m livre masculino detalhes            | Caeleb Dressel Michael Phelps Ryan Held Nathan Adrian USA Estados Unidos | Mehdy Metella Fabien Gilot Florent Manaudou Jérémy Stravius FRA França | James Roberts Kyle Chalmers James Magnussen Cameron McEvoy AUS Austrália |